# Test de dénomination orale d'images
Le test de dénomination orale d'images (DO–80) élaboré en 1997 par Deloche et Hannequin, sert à mettre en relief le degré du « manque du mot » chez un patient souffrant d'un syndrome d'aphasie. Ce test neuropsychologique fournit, au travers de l’analyse, la nature des erreurs donnant ainsi des indications sur le type de déficit dont le patient est atteint.

Ce test fut créé par des chercheurs français, il est donc étalonné pour une population française mais ne bénéficie pas de reconnaissance internationale.

## Protocole de passation

Exemple d'image à dénommer, ici la fleur de lys.

On présente au sujet une à une 80 images sur un corpus initial de 300 images. À chaque image présentée, le sujet doit dénommer ce qui y est représenté.
La durée de passation est d'environ 20 minutes.

## Aspects neurologiques
Lors d'une tâche de dénomination orale d'une image, l'IRM fonctionnelle montre une plus forte activation des zones fronto-pariétales, des régions plus postérieures, et de la boucle fronto-thalamo-striée. 
Lors de la dénomination de verbes à partir d'une image, il existe deux voies pour accéder à la représentation de la nature sensori-motrice du verbe : l'une par le gyrus temporal moyen gauche et l'autre les aires prémotrices.
Avec une Tomographie par émission de positons (PET), le gyrus fusiforme fut identifié comme la zone du cerveau où la pré-perception des formes en lien avec la sémantique est analysée. 
Une étude utilisant l'électrocorticogramme (ECoG) en implantant des électrodes dans l'hémisphère gauche montra les différentes étapes temporelles dans la perception, l'association ou la sélection sémantique et la production] du langage. En plus de la distinction observée entre la partie postérieure du cerveau comme perceptrice du langage et la partie antérieure comme productrice du langage, cette étude démontre le rôle du cortex prémoteur dans la perception de celui-ci et l'implication de l'aire de Wernicke et de la zone environnante dans sa production. 
Le corps calleux  et notamment le splenium qui est la partie postérieure du corps calleux, sont eux aussi nécessaires à la dénomination orale d'images. La partie antérieure du milieu du splenium est impliquée dans le transfert de l'hémisphère droit vers l'hémisphère gauche des informations sur l'image.